# Suiyang (Shangqiu)

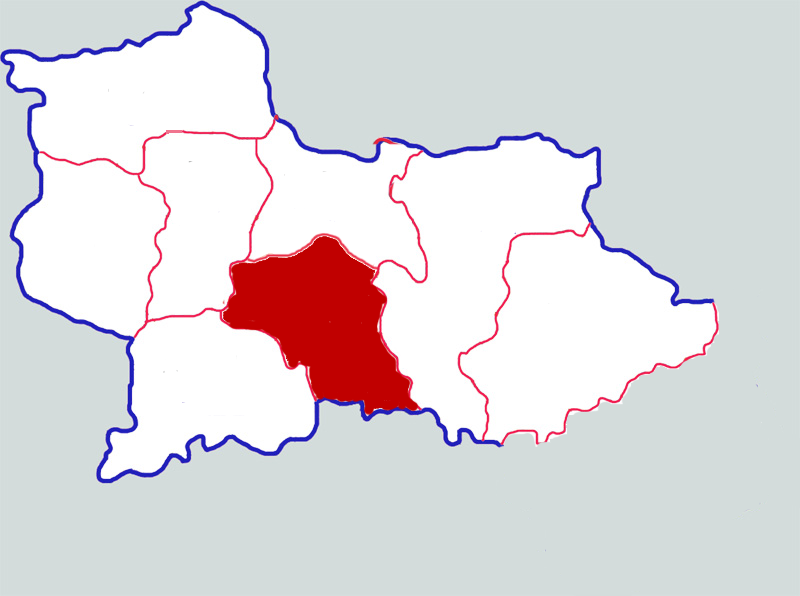
Lage des Stadtbezirks in Shangqiu

Der Stadtbezirk Suiyang (chinesisch 睢阳区, Pinyin Suīyáng Qū) ist ein Stadtbezirk der bezirksfreien Stadt Shangqiu in der chinesischen Provinz Henan. Er hat eine Fläche von 926 km² und zählt 860.400 Einwohner (Stand: Ende 2018).

## Administrative Gliederung
Auf Gemeindeebene setzt sich der Stadtbezirk aus vier Straßenvierteln, vier Großgemeinden und zehn Gemeinden zusammen. 